# Zwei-Säulen-Modell (Schule)
Das Zwei-Säulen-Modell im Bildungswesen besteht im Angebot zweier Bildungswege in der Sekundarstufe I, indem es das Gymnasium mit dem Bildungsgang zum Abitur und eine weitere Schulform (Stadtteilschule, Gemeinschaftsschule, Sekundarschule, Oberschule) mit allen Bildungsgängen (Mittlere Reife, Berufsreife, Übergang in die Gymnasiale Oberstufe) gibt. Der Erziehungswissenschaftler Klaus Hurrelmann hat es als Erster Zwei-Wege-Modell genannt.
Das Zwei-Säulen-Modell entstand aus der Erfahrung, dass Gesamtschulen als einzige Schulform in Deutschland nicht gegen den Elternwillen politisch durchzusetzen sind, sondern das selektive Gymnasium als eigene Schulform bleiben muss. Da die Hauptschule von den Eltern kaum noch akzeptiert wird, folgte daraus die Zusammenlegung dieser Schulform mit der Realschule. Für gute Absolventen besteht die Möglichkeit zum Übergang in die Gymnasiale Oberstufe, die an beiden Säulen angeboten wird (in Hamburg am Gymnasium bis zur Klasse 12, an der Stadtteilschule bis zur Klasse 13). Teilweise bleiben daneben noch Gesamtschulen (mit Gymnasialschülern) bestehen.
In die Gemeinschaftsschule, die wie eine Gesamtschule auch Schüler mit Gymnasialempfehlung aufnimmt, wird teilweise noch die Grundschule einbezogen, sodass ein gemeinsames Lernen von Klasse 1 bis 10 möglich wird. Teilweise wird sogar auf eine weitere Kursdifferenzierung verzichtet, die für eine bundesweite Anerkennung des Abiturs an Gesamtschulen notwendig ist. Der neue Name soll auch die historischen Belastungen der Diskussionen um die umstrittene Gesamtschule überwinden.
International besteht mit vielen Differenzierungen ein Zwei-Säulen-Modell in Österreich (Allgemeinbildende Höhere Schule und Hauptschule/Neue Mittelschule), teilweise der Schweiz (Realschule und Sekundarschule) und den Niederlanden (VWO und HAVO). Davon wird nicht gesprochen bei einer Teilung in öffentliche und private Schulen wie in England oder in staatliche und konfessionelle Schulen wie in Frankreich.

## Bundesländer
Unter den Bundesländern haben sich inzwischen verschiedene Umsetzungen unter abweichenden Bezeichnungen für die eine Säule neben dem Gymnasium etabliert.
- Baden-Württemberg (seit 2012): Gemeinschaftsschule (teilweise ohne Grundschule) neben Realschule
- Berlin: (seit 2010) Integrierte Sekundarschule neben Gemeinschaftsschule
- Brandenburg: (seit 2005) Oberschule (keine gymn. Oberstufe)
- Bremen: (seit 2010) Oberschule neben (seit 2005) Gemeinschaftsschule
- Hamburg: (seit 2010) Stadtteilschule[3]
- Mecklenburg-Vorpommern: (seit 2003) Regionale Schule (keine gymn. Oberstufe)
- Niedersachsen: (seit 2011) Oberschule (Gymnasialzweig möglich)
- Nordrhein-Westfalen[4]: (seit 2011) Sekundarschule
- Rheinland-Pfalz (seit 2009): Realschule plus neben Gesamtschulen
- Saarland: (seit 2012) Gemeinschaftsschule (ohne Grundschule, gymn. Oberstufe möglich)
- Sachsen-Anhalt: (seit 1991) Sekundarschule
- Sachsen: (seit 1991) Mittelschule, Oberschule und (seit 2006) Gemeinschaftsschule
- Schleswig-Holstein: (seit 2007) Gemeinschaftsschule (ohne Grundschule, dreijährige gymn. Oberstufe möglich)
- Thüringen: (seit 1991) Regelschule und (seit 2008) Gemeinschaftsschule (gemeinsames Lernen bis Klasse 8)

In Bayern gibt es diese Schulform nicht, da dort das dreigliedrige Schulwesen fortbesteht, weil die Mittelschule (ehem. Hauptschule) ihren Schüleranteil behauptet hat.
In Hessen gibt es die Hauptschule noch, aber anders als in Bayern auch viele Gesamtschulen.
Die Fülle der Namen und Konzepte hat starke Kritik hervorgerufen. Die KMK hat darauf im September 2020 reagiert und für 2022 eine Vereinheitlichung geplant, die das Hamburger Abkommen von 1964 ersetzen wird.

## Einzelbelege
1. ↑  Südwest Presse Online-Dienste GmbH: Unterschiede zur Gesamtschule. 4. Februar 2013, ehemals im Original (nicht mehr online verfügbar); abgerufen am 20. Dezember 2020. (Seite nicht mehr abrufbar. Suche in Webarchiven)
2. ↑  Gesamtschule oder Gemeinschaftsschule? Abgerufen am 20. Dezember 2020.
3. ↑  Zwei-Säulen-Modell. Abgerufen am 16. Dezember 2020.
4. ↑  In der Verfassung von NRW hat Gemeinschaftsschule die Bedeutung einer Simultanschule.
5. ↑  KMK verabschiedet zukunftsweisende Ländervereinbarung und richtet Ständige wissenschaftliche Kommission ein. Abgerufen am 20. Dezember 2020.